# Opel Astra G
L'Opel Astra G è la seconda serie dell'Opel Astra, un'autovettura della fascia medio-compatta (segmento C) prodotta dal 1998 al 2005 dalla casa automobilistica tedesca Opel. La versione cabriolet è stata prodotta fino al 2006.

## Profilo
I primi schizzi dell'Astra G risalgono addirittura al 1992, ossia all'anno successivo al lancio della precedente Astra F. Ciononostante, la vettura definitiva non fu lanciata che nell'aprile del 1998. Ma l'Astra F non venne pensionata ovunque, poiché in alcuni mercati venne commercializzata come Astra Classic a fianco della nuova Astra G.

### Nuove linee
La nuova serie della media Opel si distingue nettamente dalla precedente per le linee completamente differenti. In generale, il look è più aggressivo e nelle versioni berlina (a 3 o a 5 porte) va a sottolineare un corpo vettura a due volumi e mezzo anziché a due come nella precedente serie. Nei primi mesi di commercializzazione, l'Astra G era infatti disponibile solo in questa configurazione di carrozzeria. Le altre sarebbero arrivate gradualmente solo in seguito. L'introduzione di questo nuovo corpo vettura dà un taglio netto e deciso con la precedente configurazione, oramai troppo simile alla vecchia Kadett E e quindi troppo datata. Inoltre, tale rivoluzione è stata voluta anche per un altro motivo, riconducibile nei risultati di vendita del precedente modello, i quali testimoniavano una netta preferenza per la versione giardinetta rispetto alla berlina, giungendo ad un divario enorme negli ultimi anni di produzione dell'Astra F. I contenuti stilistici sono quindi assai moderni e già la berlina a due volumi e mezzo risulta grintosa nelle linee. Caratteristico dell'Astra G è il frontale, caratterizzato da una calandra di piccole dimensioni e dai fari che riprendono l'angolatura della calandra con il cofano motore. Decisamente moderno era anche il disegno della fiancata, molto liscio e per nulla tormentato, ed oltretutto reso più dinamico dall'accenno di coda posteriore. La linea di cintura, decisamente più alta che non nell'Astra F, rende l'insieme massiccio e grintoso nello stesso tempo. La coda ha un design tutt'altro che scontato, perché consistente in una superficie liscia, ma non piatta, bensì leggermente bombata all'indietro e dotata di grossi fari trapezoidali.
Con l'avvento di questo modello, la Casa di Rüsselsheim propone per i lamierati della carrozzeria del suo nuovo modello un nuovo e più efficace trattamento antiruggine, consistente nella galvanizzazione completa dei lamierati, trattamento che all'epoca era effettuato solo da poche Case automobilistiche. Inoltre, non va trascurato l'ottimo Cx di 0.28.

### Sicurezza e dotazioni
Molti accorgimenti anche sul fronte della sicurezza: l'Astra G offriva infatti di serie almeno due airbag, che nelle versioni di media ed alta gamma divenivano quattro, contando quelli laterali. Sempre di serie su tutta la gamma era offerto anche l'ABS e l'allora rivoluzionario PRS. Inoltre, in fase di progetto, è stata rinforzata l'intera scocca, così da raggiungere un valore di rigidità torsionale praticamente doppio rispetto alla precedente Astra. Ciononostante, la massa complessiva dell'intera scocca non aumentò che di appena 15 kg.
Per quanto riguarda la dotazione in generale, oltre ai citati dispositivi di sicurezza, l'Astra G offre di serie chiusura centralizzata, autoradio con comandi al volante, impianto stereo con 6 altoparlanti, fendinebbia (su quasi tutta la gamma, ad eccezione di alcune versioni, come la Njoy e la Club), poggiatesta posteriori, retrovisori esterni in tinta e vetri elettrici anteriori.

### Tecnica
Oltre alla già menzionata scocca galvanizzata ed altamente irrigidita, l'Astra G propone altri contenuti di indubbia efficacia, come le sospensioni anteriori del tipo MacPherson, ma realizzate in lega di alluminio, con barre antirollio in fibra di vetro. Le sospensioni posteriori sono state invece progettate affinché non vadano ad interferire con lo spazio destinato al vano bagagli.
L'impianto frenante è di tipo misto nelle versioni di base, dal 1.2 al 1.6 compreso. Le motorizzazioni superiori prevedono invece un sistema interamente a dischi.
L'Astra G fu offerta subito con motori da 1.4, 1.6, 1.8, 2.0 benzina e 2.0 DI (rispettivamente da 90, 101, 115, 136 e 82cv), tutti a 4 valvole per cilindro, più lo storico 1.7 turbodiesel a bassa pressione montato anche sulla precedente Astra (1.7 TD da 68cv). Il 1.4 16v a benzina era previsto però solo in alcuni mercati esteri, tra cui l'Italia. In alcuni mercati esteri erano fin dall'inizio disponibili anche motorizzazioni da 1.2 litri 16 valvole e da 1.6 litri ad 8 valvole. La novità più rilevante dal punto di vista della gamma motoristica fu quindi il 2 litri turbodiesel ad iniezione diretta da 82 cv e 4 valvole per cilindro con un solo albero in testa, il 2.0 DI 16V. È questa la novità motoristica più significativa nella gamma della nuova Astra G.

## Evoluzione del modello

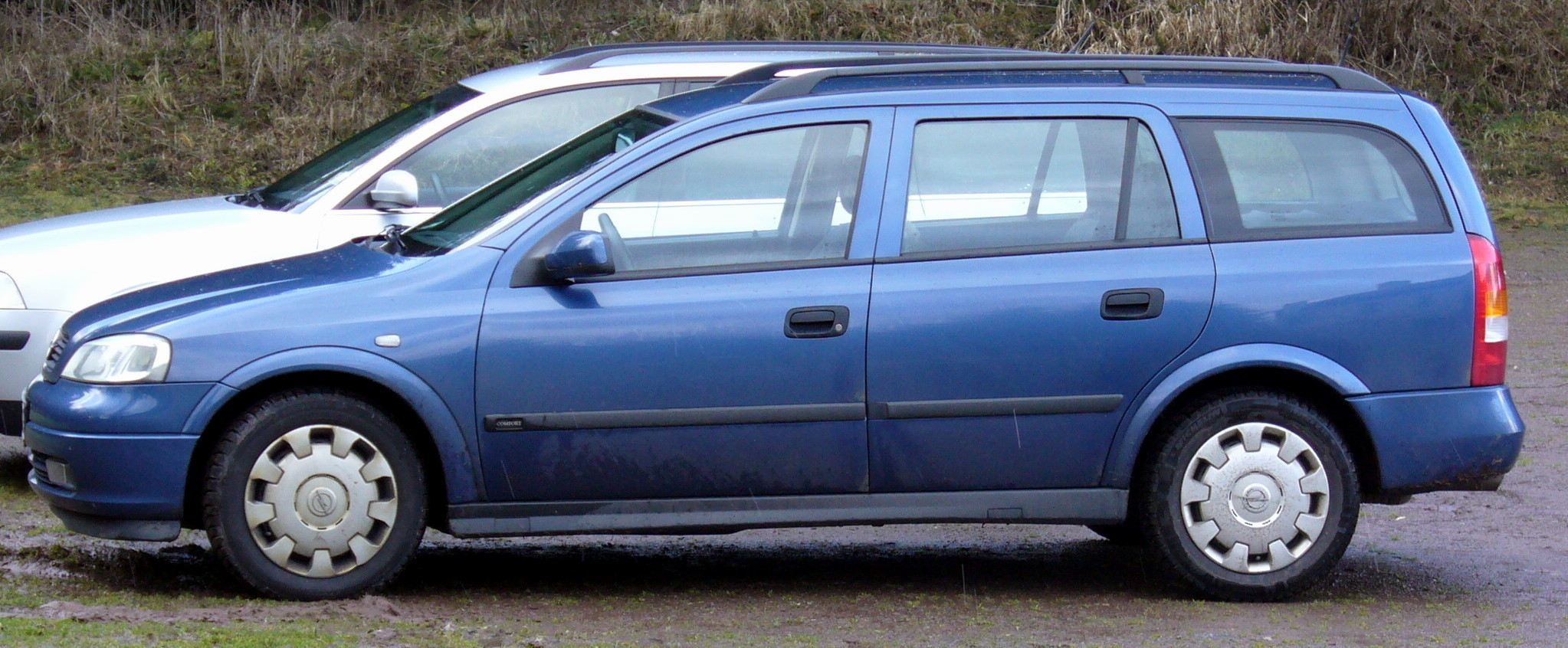
Un'Astra G SW

Pochi mesi dopo il lancio, la gamma si arricchisce con la nuova versione station wagon, destinata a rimpiazzare la precedente giardinetta e a divenire nuovamente la versione preferita dal pubblico, nonostante gli accorgimenti dei progettisti Opel volti a rendere più piacevole la berlina.
A metà del 1999 viene introdotta l'Astra 2.0 DTI, mossa dalla versione più potente dello stesso motore che equipaggiava la 2.0 DI, sempre a 16 valvole ma con 101 CV.
Successivamente la versione 20 DI 16V era disponibile solo in versione con cambio automatico.
Tutti e due i motori sono caratterizzati dalla distribuzione a catena, più rumorosa di quella a cinghia dentata ma affidabile nel tempo. Nello stesso anno viene introdotta la 2.0 16v OPC, mossa da un 2 litri aspirato da 160 CV e prodotta in tiratura limitata a 3000 esemplari.
Nel 2000 la gamma si arricchisce anche in Italia con l'arrivo di una nuova versione di base, spinta dal 1.2 16V già previsto per altri mercati, che proprio in quell'anno subì un incremento di potenza, passando da 65 a 75 CV. In più, il vecchio 1.7 turbodiesel ad iniezione indiretta viene sostituito dal nuovo 1.7 DTI ad iniezione diretta da 75cv. Ed ancora, la versione 1.8 beneficia di un incremento di potenza, passando da 115 a 125 CV. Nello stesso anno, alcuni mercati (fra i quali non figura l'Italia) videro il lancio della versione equipaggiata da un 2.2 16V da 147 CV, mentre scompare dai listini il 2.0 16v benzina da 136cv, decisamente poco richiesto in Italia. Nel 2000 viene lanciata anche l'inedita Astra Coupé, dotata di un corpo vettura disegnato da Bertone, allungato e filante. Tale nuova versione viene proposta nei motori 1.8 aspirato e 2.0 Turbo da 190 CV. Quest'ultimo è appunto lo stesso motore utilizzato per l'Astra OPC Turbo.

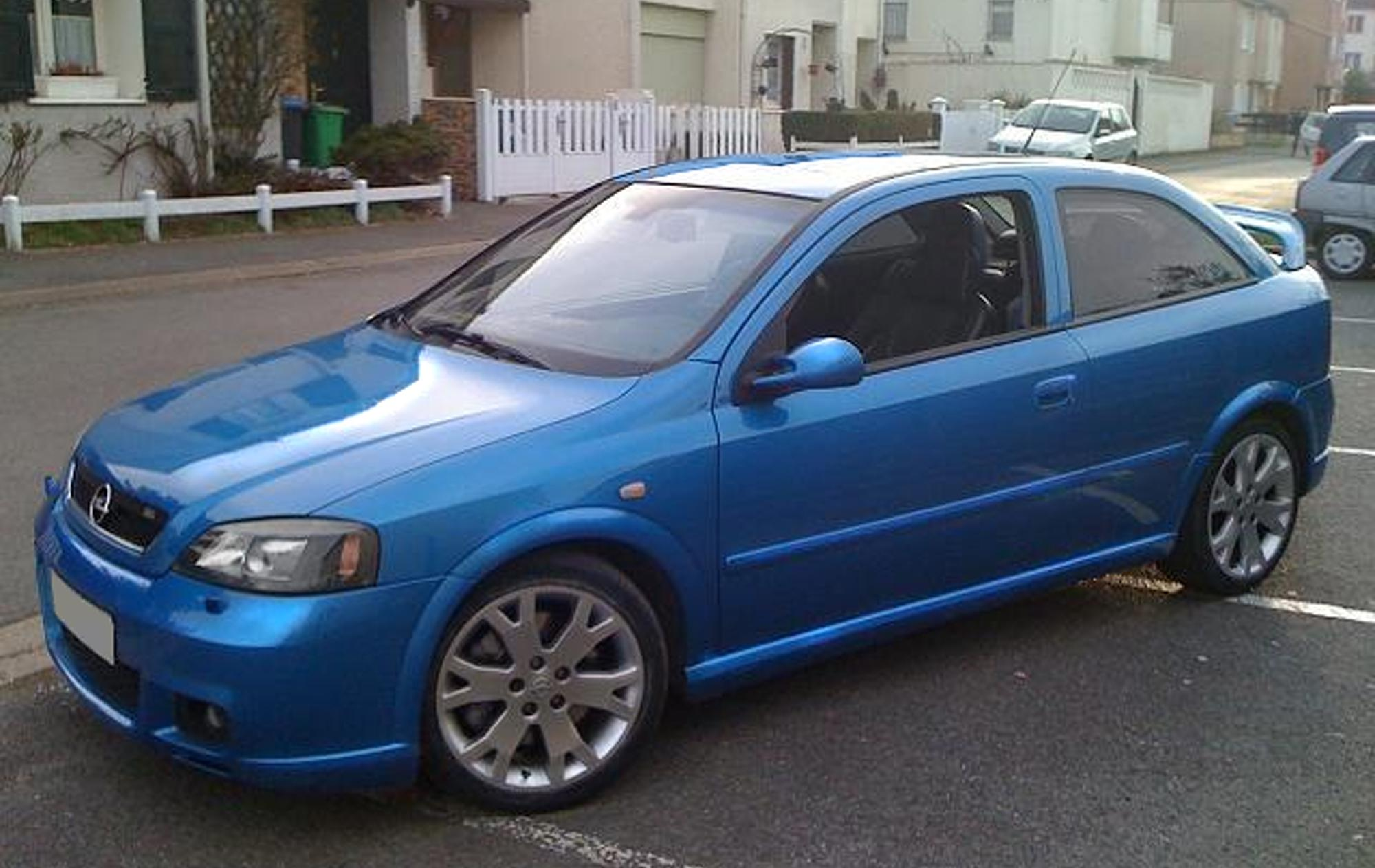
Un'Astra G OPC

Alla fine del 2002, avviene il restyling di mezza età, per la verità non molto marcato, e che trova uno dei suoi punti più visibili nei fari anteriori, ora fumè. Nello stesso periodo viene lanciata l'Astra OPC Turbo, dotata di un motore molto simile a quello dell'Astra Coupé Turbo, ma con potenza di 192 CV anziché 190. In ogni caso, comunque, con l'arrivo dell'Astra OPC Turbo, anche l'Astra Coupé Turbo viene portata a 192 CV. Nello stesso anno viene lanciata l'Astra Cabrio, spinta dagli stessi motori della coupé più il 1.6 16V: quest'ultimo arrivò ad una nuova evoluzione, denominata Twinport, con migliorie dal punto di vista dell'erogazione, dei consumi e delle emissioni nocive. La gamma motori si arricchisce inoltre con l'arrivo del 2.2 16V DTI da 125cv, che va ad equipaggiare tutte le versioni, comprese le coupé e le cabriolet.
Sempre alla fine del 2002 nasce la versione Station Wagon a gas naturale Astra 1,6 CNG (Compressed Natural Gas), alimentata a metano e a benzina.
Nel 2003 la versione OPC viene portata a 200 CV di potenza massima e vennero prodotti pochissimi esemplari in tiratura limitata della versione Station Wagon, mentre l'anno successivo, il 1.7 DTI viene affiancato dal 1.7 CDTI da 80 cv, con tecnologia common rail. Ma a metà dello stesso anno viene lanciata la nuova generazione di Astra, denominata Astra H, che dapprima affiancherà ed in seguito sostituirà l'Astra G.
In alcuni Paesi dell'Europa dell'Est, in Arabia Saudita e nelle Filippine, l'Astra G viene prodotta anche negli anni seguenti, anche nella versione a tre volumi, non importata in Italia. In alcuni di questi Paesi, ed in particolare nell'Europa orientale, l'Astra G è proposta come Astra Classic, che affianca la nuova Astra H.
Come la precedente serie anche questo modello ha avuto molto successo e dopo un accordo in joint venture tra GM e AvtoVAZ questa serie dell'Astra viene prodotta e venduta anche in Russia.

## Le versioni particolari
Oltre che dalla berlina, a due volumi e mezzo ed a tre volumi, e dalla station wagon, oramai un classico, la gamma dell'Astra G ha compreso anche versioni particolari, versioni che verranno descritte di seguito.

### L'Astra Coupé

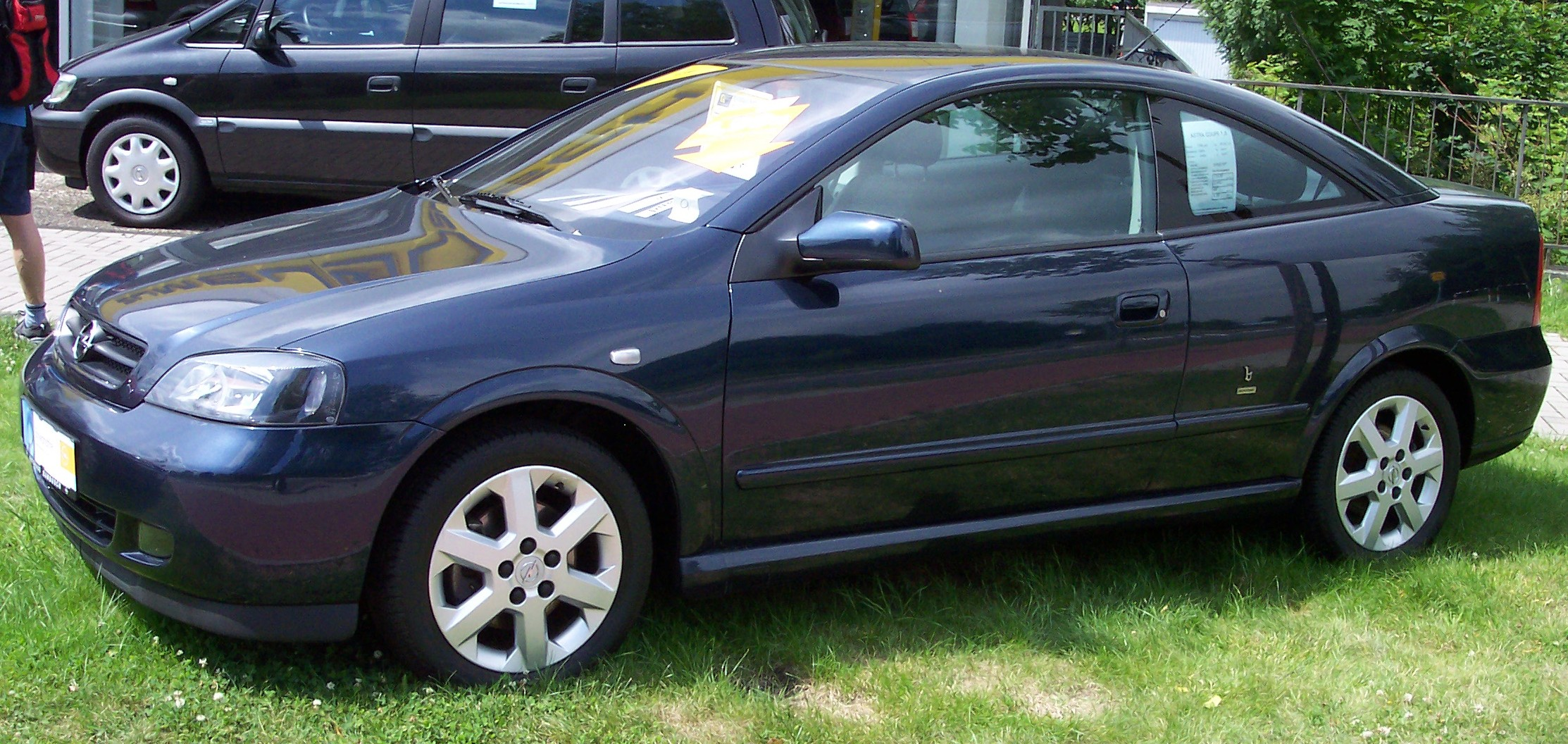
Un'Astra Coupé

L'Astra Coupé merita un discorso a parte, per vari motivi, uno dei quali è il suo ruolo commerciale. Infatti, all'Astra Coupé andava il compito di colmare, almeno parzialmente, il vuoto lasciato dall'uscita di listino della Calibra, una vettura rimasta nel cuore di molti appassionati. Pur essendo di fascia inferiore, anche l'Astra Coupé seppe conquistarsi la sua schiera di affezionati, sebbene non così numerosi come nel caso della coupé degli anni novanta.
L'Astra Coupé era dotata di una linea decisamente dinamica, firmata da Bertone e resa slanciata dalla coda allungata, che ne faceva aumentare gli ingombri in lunghezza di 18 cm, ma senza appesantire la linea generale, ed anzi, rendendola ancor più scattante, sebbene non sia equilibrata al pari della Calibra. La quasi totalità dei lamierati è specificamente realizzata per questa vettura, così come i rinforzi alla scocca. Per rendere più dinamico il comportamento stradale anche a livello telaistico, la scocca è stata ulteriormente irrigidita (circa il 33% in più) rispetto a quella delle normali berline, mentre le sospensioni sono state rivisitate dalla Lotus.
L'Astra Coupé era equipaggiata dai motori più spinti della gamma, ossia il 1.8 da 125 CV che stava alla base dell'offerta ed il 2.0 Turbo da 192 CV, lo stesso montato dalle Astra OPC berlina e SW. Le prestazioni erano di alto livello: la versione di punta raggiungeva una velocità massima di oltre 240 km/h, con uno scatto da 0 a 100 km/h in 7"5. In seguito arrivò anche una motorizzazione a gasolio, consistente nel 2.2 16V DTI da 125 CV.
La produzione dell'Astra Coupé termina durante la prima metà del 2005, sostituita dall'Astra GTC realizzata sulla base dell'Astra H.

### L'Astra Cabriolet

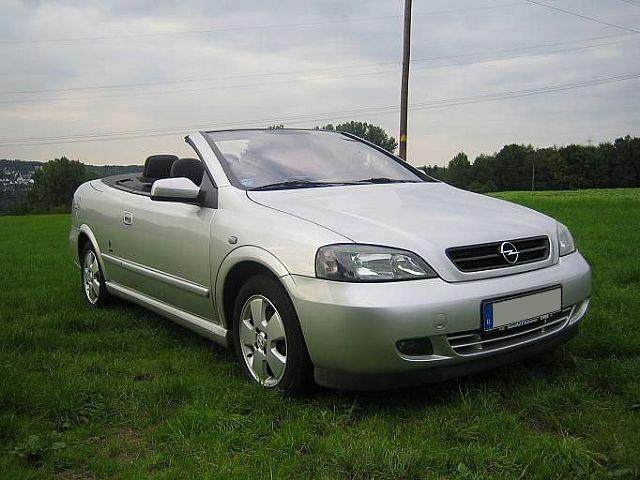
Un'Astra Cabriolet

Realizzata sulla base della Coupé, l'Astra G Cabriolet va a sostituire la precedente versione scoperta dell'Astra F, che oramai era in listino solo in alcuni Paesi.
Rispetto alla Coupé cambia esternamente solo il fatto di possedere un tetto apribile, il che dona maggior slancio alla linea. Dal punto di vista strutturale, la cabriolet è stata sotto posta ad alcuni interventi volti al doveroso irrobustimento della scocca, che risulta così più rigida del 40% rispetto alla precedente Astra Cabriolet ed in linea con quello della versione Coupé. L'abitacolo è in grado di offrire due posti veri anche posteriormente, al contrario di quanto avviene solitamente nelle vetture cabriolet, in cui parte della zona passeggeri posteriore risulta spesso parzialmente sacrificata dall'alloggiamento della capote che penetra in parte nell'abitacolo stesso.
Della Coupé, l'Astra G Cabrio riprende anche le motorizzazioni, in quanto vettura di carattere sportiveggiante, compreso il potente 2.0 Turbo da 192 CV, poi passati a 200 nel 2003.
Si tratta dell'ultima Astra Cabriolet con capote in tela: la successiva Astra scoperta sarebbe stata una coupé-cabriolet.
In sostanza, se si eccettua la presenza della capote, questa versione non si differenzia molto dalla coupé. Nella maggior parte dei mercati in cui era prevista, l'Astra Cabriolet è stata tolta di produzione nel 2005, rimpiazzata dall'Astra CC su base Astra H.

### L'Astra SW CNG
Un posto particolare merita l'Astra CNG, caratterizzata dalla doppia alimentazione benzina-metano. Tale vettura, prodotta in parallelo alla monovolume Zafira CNG con lo stesso propulsore 1,6 16v, viene realizzata secondo un nuovo concetto che prende il nome di "monovalent-plus": il carburante principale dell'auto è il metano, e il serbatoio di benzina viene ridotto al minimo necessario per poter sfruttare le norme europee che classificano come monofuel (monovalenti) le vetture con meno di 15 litri di serbatoio benzina. In questo modo tale modello si affaccia sul mercato europeo delle vetture alimentate con carburanti alternativi godendo di vantaggi fiscali (sconto del 75% sul bollo auto in Italia) e consistenti incentivi (1500€ in Italia e importi simili in Germania). L'accensione del veicolo avviene a metano e la benzina serve unicamente come scorta di emergenza. Il motore è una versione particolare del 1,6 litri 16v che equipaggia la versione a benzina con rapporto di compressione aumentato (12,5:1) ed ottimizzato per il numero di ottano più elevato del metano, ed è dotato di testata, pistoni e valvole irrobustiti per meglio sostenere le alte temperature di combustione in camera di scoppio generate dal carburante. La potenza massima erogata è molto simile a quella del motore corrispondente a benzina: 97 CV contro 101, per contro le modifiche per l'ottimizzazione a metano costringono su tale modello a limitare la potenza nell'utilizzo a benzina, durante il quale il motore viene limitato a 75 CV, per evitare il battito in testa che l'aumentato rapporto di compressione potrebbe generare. Del resto l'utilizzo a benzina è considerato di emergenza. Molto ben ottimizzata anche la disposizione dei serbatoi metano sotto il pianale del baule sacrificando però il vano per la ruota di scorta; i 109 litri di serbatoio (2 bombole da 75 e 34 litri di capacità) consentono un'autonomia dichiarata di circa 370 km a metano, mentre i 15 litri scarsi di serbatoio benzina permettono circa 150 km in tale modalità. In Italia, principale mercato europeo per le vetture alimentate a gas naturale, tale modello sarà venduto con la denominazione "EcoM" in circa 1300-1400 esemplari tra il gennaio 2003 e il giugno 2004, data di fine produzione dell'Astra G, non tanti, forse anche a causa di una totale assenza di pubblicità per questo particolare modello: la Zafira A CNG costruita nello stesso periodo vendette oltre 20.000 pezzi.
Il modello a metano ebbe una certa fortuna anche sul mercato tedesco per via di numerose convenzioni con aziende di servizi come Telekom o le locali aziende del gas, qui l'Astra CNG verrà venduta in circa 2200 esemplari tra l'ottobre 2002 e aprile 2005. Qualche pezzo pare che sia stato venduto anche in Svizzera ed Austria, per un totale complessivo di 3600 pezzi venduti nell'intera UE.

### L'Astra berlina a 4 porte

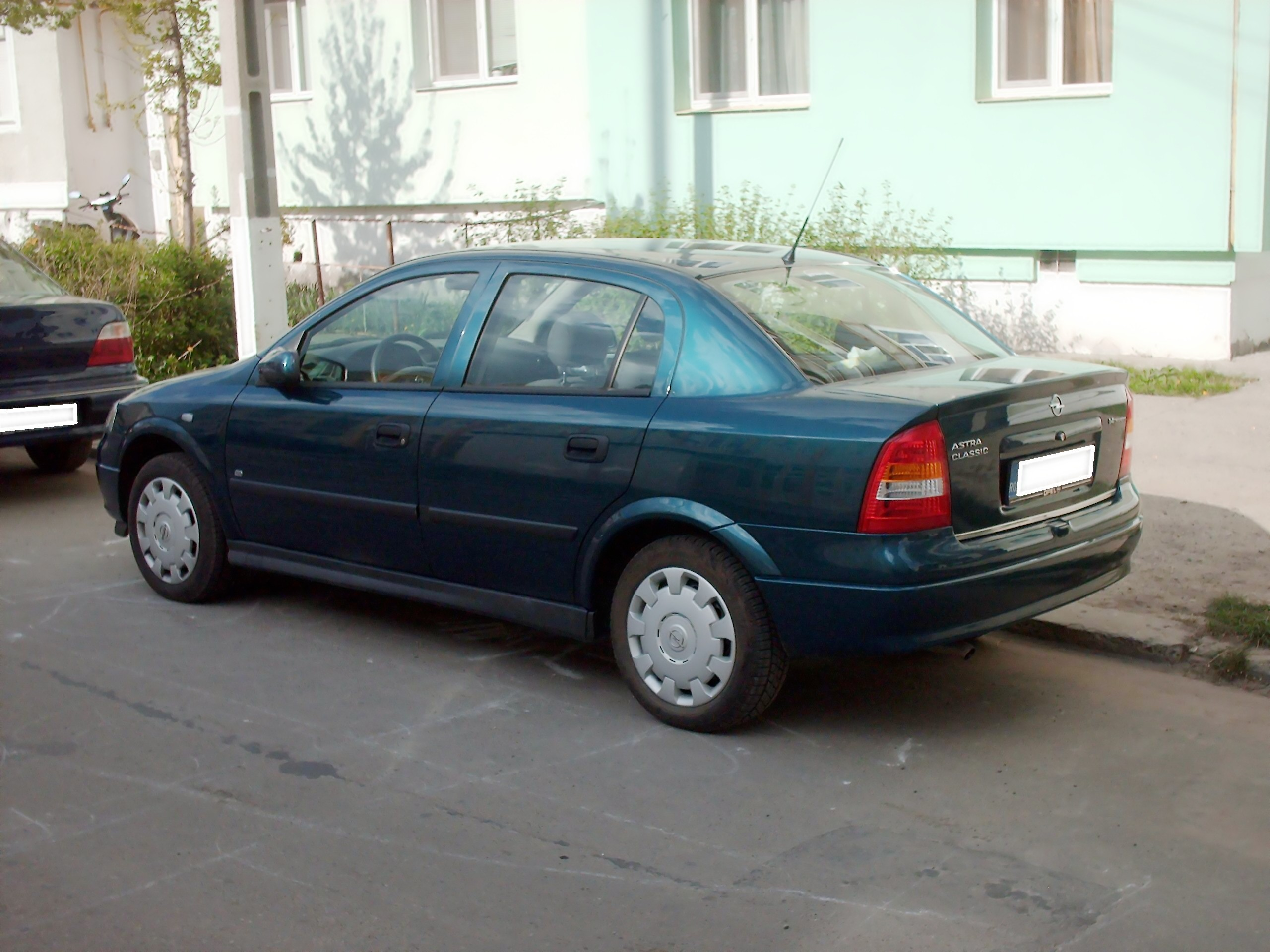
Un'Astra Classic a 4 porte

Per molti mercati esteri è stata proposta anche la versione a 4 porte con carrozzeria a tre volumi. Tale versione, costruita nello stabilimento di Gliwice, in Polonia, ha avuto un buon successo nei Paesi dell'Europa dell'Est. La coda più lunga comporta una lunghezza maggiorata di 14.1 cm, arrivando così a 4.252 m, 1 cm in meno delle versioni coupé e cabriolet. Oltre che nei Paesi dell'Europa orientale, l'Astra 4 porte è stata commercializzata anche in Paesi come le Filippine, il Brasile, l'Uruguay, l'Argentina ed alcuni Paesi del Medio Oriente. Tra il 2004 ed il 2008, l'Astra G è stata prodotta in Russia con il nome di Chevrolet Viva dalla GM-AvtoVAZ. Anche qui, la vettura è stata prodotta anche con carrozzeria a 4 porte e tre volumi.

## Sport e prototipi

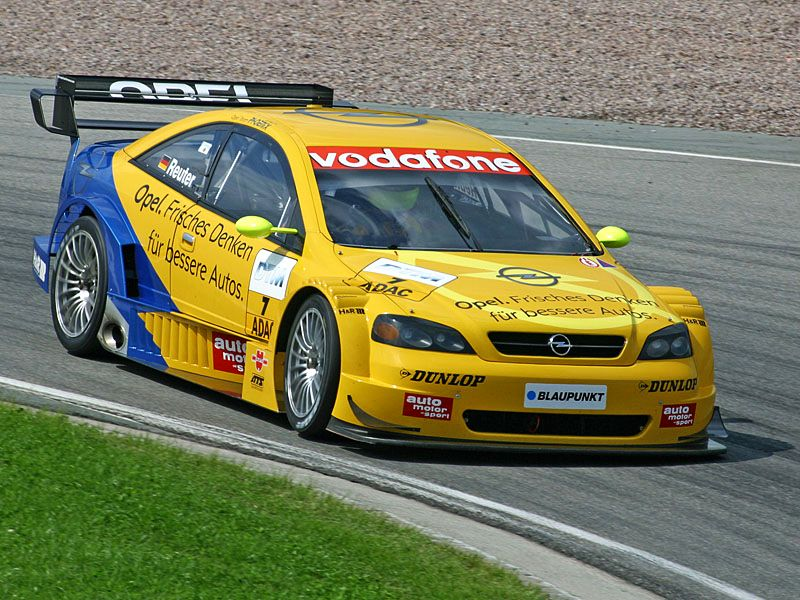
L'Astra DTM di Manuel Reuter

La seconda serie dell'Astra è stata anche la base per la vettura da turismo, che partecipava al Deutsche Tourenwagen Masters (DTM). Quasi tutte le Astra DTM erano alimentate da un 4.0L V-8 con quasi 500 cv (370 kW) e trazione posteriore. Grazie ad un pilota di valore come Manuel Reuter, l'Astra DTM riuscì a conquistare un secondo posto nel 2000 alle spalle della Mercedes-Benz di Bernd Schneider e il primo posto nel 2003 alla 24h del Nurburgring.
Al Salone di Ginevra del 2001, è stata presentata l'Astra XTreme concept. Come la versione DTM, era alimentata da un motore 4.0L V8 da 444 cv (331 kW). L'estetica era molto simile alla versione DTM di cui riprendeva l'apertura ad ala di gabbiano delle portiere e le cinture a cinque punti di ancoraggio. Pannelli in fibra di carbonio completavano il programma di alleggerimento.

## Riepilogo caratteristiche
Le seguenti tabelle a scomparsa mostrano le caratteristiche delle Astra G per ognuna delle configurazioni previste per il mercato italiano. Si tenga presente che la tabella relativa alla versione "berlina a 3/5 porte" mostra i dati relativi alla massa a vuoto della versione a 3 porte: la massa della versione a 5 porte è superiore di circa 20 kg.
| Opel Astra G berlina 3 e 5 porte                                                |        |                |                |                |                    |                    |              |                     |                          |                    |
| Modello                                                                         | Motore | Cilindrata cm³ | Potenza CV/rpm | Coppia Nm/rpm  | Freni (ant./post.) | Massa a vuoto (kg) | Velocità max | Acceler. 0–100 km/h | Consumo medio (l/100 km) | Anni di produzione |
| A benzina                                                                       |        |                |                |                |                    |                    |              |                     |                          |                    |
| 1.2 16v                                                                         | X12XE  | 1199           | 65/5600        | 110/4000       | D / T              | 1.050              | 165          | -                   | -                        | 1998-2000          |
| 1.2 16v                                                                         | Z12XE  | 1199           | 75/5600        | 110/4000       | D / T              | 1.050              | 171          | 15"                 | 6.2                      | 2000-03            |
| 1.4 16v                                                                         | X14XE  | 1389           | 90/6000        | 125/4000       | D / T              | 1.088              | 180          | 13"                 | 7.4                      | 1998-2000          |
| 1.4 16v                                                                         | Z14XE  | 1389           | 90/6000        | 125/4000       | D / T              | 1.088              | 180          | 13"                 | 7.4                      | 2000-04            |
| 1.6 16v                                                                         | X16XEL | 1598           | 101/6000       | 150/3600       | D / T              | 1.088              | 188          | 11"7                | 7.8                      | 1998-2000          |
| 1.6 16v                                                                         | Z16XE  | 1598           | 101/6000       | 150/3600       | D / T              | 1.088              | 188          | 11"5                | 7.4                      | 2000-02            |
| 1.6 16v Twinport                                                                | Z16XEP | 1598           | 103/6000       | 147/3600       | D / T              | 1.086              | 188          | 11"5                | 6.6                      | 2003-04            |
| 1.8 16v                                                                         | X18XE1 | 1796           | 115/5400       | 170/3400       | DA / D             | 1.094              | 200          | 10"                 | 8.3                      | 1998-2000          |
| 1.8 16v                                                                         | Z18XE  | 1796           | 125/6000       | 170/3800       | DA / D             | 1.094              | 205          | 10"                 | 7.8                      | 2000-04            |
| 2.0 16v                                                                         | X20XEV | 1998           | 136/5600       | 188/3400       | DA / D             | 1.300              | 208          | 9"                  | 9.1                      | 1998-2000          |
| 2.0 16v OPC                                                                     | X20XER | 1998           | 160/6500       | 188/4300       | DA / D             | 1.247              | 220          | 8"2                 | 9.3                      | 1999-02            |
| 2.0 16v OPC Turbo                                                               | Z20LET | 1998           | 192/5400       | 250/ 1950-5300 | DA / D             | 1.245              | 240          | 7"5                 | 9.1                      | 2002-03            |
| 2.0 16v OPC Turbo                                                               | Z20LET | 1998           | 200/5600       | 250/ 1950-5300 | DA / D             | 1.245              | 240          | 7"3                 | 8.9                      | 2003-04            |
| 2.2 16v                                                                         | Z22SE  | 2198           | 147/5800       | 203/4000       | DA / D             | 1.295              | 214          | 8"8                 | 8.5                      | 2000-04            |
| A gasolio                                                                       |        |                |                |                |                    |                    |              |                     |                          |                    |
| 1.7 TD                                                                          | X17DTL | 1700           | 68/4500        | 132/1800       | DA / T             | 1.000              | 163          | 17"                 | 6.2                      | 1998-2000          |
| 1.7 16v DTI                                                                     | Y17DT  | 1686           | 75/4400        | 165/ 1800-3000 | DA / T             | 1.169              | 170          | 14"5                | 4.8                      | 1999-03            |
| 1.7 16v CDTI                                                                    | Z17DTL | 1686           | 80/4400        | 170/ 1800-2800 | DA / T             | 1.205              | 173          | 14"                 | 4.6                      | 2003-04            |
| 2.0 16v DI                                                                      | X20DTL | 1995           | 82/4300        | 185/ 1800-2500 | DA / D             | 1.219              | 170          | 15"5                | 6.7                      | 1998-02            |
| 2.0 16v DTI                                                                     | Y20DTH | 1995           | 101/4000       | 230/1950       | DA / D             | 1.179              | 188          | 12"                 | 5.7                      | 1999-04            |
| 2.2 16v DTI                                                                     | Y22DTR | 2172           | 125/4000       | 280/ 1500-2750 | DA / D             | 1.235              | 203          | 9"9                 | 6.3                      | 2002-04            |
| Legenda impianto frenante: D = dischi / DA = dischi autoventilati / T = tamburi |        |                |                |                |                    |                    |              |                     |                          |                    |

| Opel Astra G station wagon                                                      |        |                |                |                |                    |                    |              |                     |                          |                    |
| Modello                                                                         | Motore | Cilindrata cm³ | Potenza CV/rpm | Coppia Nm/rpm  | Freni (ant./post.) | Massa a vuoto (kg) | Velocità max | Acceler. 0–100 km/h | Consumo medio (l/100 km) | Anni di produzione |
| A benzina                                                                       |        |                |                |                |                    |                    |              |                     |                          |                    |
| 1.2 16v                                                                         | X12XE  | 1199           | 65/5600        | 110/4000       | D / T              | 1.088              | 160          | -                   | -                        | 1998-2000          |
| 1.2 16v                                                                         | Z12XE  | 1199           | 75/5600        | 110/4000       | D / T              | 1.088              | 165          | 15"5                | 6.4                      | 2000-03            |
| 1.4 16v                                                                         | X14XE  | 1389           | 90/6000        | 125/4000       | D / T              | 1.119              | 175          | 13"                 | 7.6                      | 1998-2000          |
| 1.4 16v                                                                         | Z14XE  | 1389           | 90/6000        | 125/4000       | D / T              | 1.119              | 175          | 13"                 | 7.6                      | 2000-04            |
| 1.6 16v                                                                         | X16XEL | 1598           | 101/6000       | 150/3600       | D / T              | 1.148              | 183          | 12"2                | 8                        | 1998-2000          |
| 1.6 16v                                                                         | Z16XE  | 1598           | 101/6000       | 150/3600       | D / T              | 1.148              | 183          | 12"                 | 7.6                      | 2000-02            |
| 1.6 16v Twinport                                                                | Z16XEP | 1598           | 103/6000       | 147/3600       | D / T              | 1.146              | 183          | 12"                 | 6.9                      | 2003-04            |
| 1.8 16v                                                                         | X18XE1 | 1796           | 115/5400       | 170/3400       | DA / D             | 1.189              | 195          | 9"5                 | 8.5                      | 1998-2000          |
| 1.8 16v                                                                         | Z18XE  | 1796           | 125/6000       | 170/3800       | DA / D             | 1.094              | 200          | 9"5                 | 8                        | 2000-04            |
| 2.0 16v                                                                         | X20XEV | 1998           | 136/5600       | 188/3400       | DA / D             | 1.340              | 203          | 9"5                 | 9.3                      | 1998-2000          |
| 2.0 16v OPC Turbo                                                               | Z20LET | 1998           | 192/5400       | 250/ 1950-5300 | DA / D             | 1.285              | 231          | 7"8                 | 9.3                      | 2002-03            |
| 2.0 16v OPC Turbo                                                               | Z20LET | 1998           | 200/5600       | 250/ 1950-5300 | DA / D             | 1.285              | 231          | 7"7                 | 9.1                      | 2003-04            |
| 2.2 16v                                                                         | Z22SE  | 2198           | 147/5800       | 203/4000       | DA / D             | 1.343              | 208          | 9"3                 | 8.7                      | 2000-04            |
| A metano                                                                        |        |                |                |                |                    |                    |              |                     |                          |                    |
| 1.6 16v CNG                                                                     | Z16YNG | 1598           | 97/6000        | 140/4000       | DA / D             | 1.380              | 177          | 14"5                | 5.1 kg(CH4)/100 km       | 2003-04            |
| A gasolio                                                                       |        |                |                |                |                    |                    |              |                     |                          |                    |
| 1.7 TD                                                                          | X17DTL | 1700           | 68/4500        | 132/1800       | DA / T             | 1.045              | 158          | 17"6                | 6.4                      | 1998-2000          |
| 1.7 16v DTI                                                                     | Y17DT  | 1686           | 75/4400        | 165/ 1800-3000 | DA / T             | 1.199              | 167          | 15"0                | 5.1                      | 1999-03            |
| 1.7 16v CDTI                                                                    | Z17DTL | 1686           | 80/4400        | 170/ 1800-2800 | DA / T             | 1.240              | 168          | 14"5                | 4.8                      | 2003-04            |
| 2.0 16v DI                                                                      | X20DTL | 1995           | 82/4300        | 185/ 1800-2500 | DA / D             | 1.250              | 165          | 15"9                | 6.9                      | 1998-02            |
| 2.0 16v DTI                                                                     | Y20DTH | 1995           | 101/4000       | 230/1950       | DA / D             | 1.239              | 183          | 12"5                | 6                        | 1999-04            |
| 2.2 16v DTI                                                                     | Y22DTR | 2172           | 125/4000       | 280/ 1500-2750 | DA / D             | 1.295              | 200          | 10"4                | 6.5                      | 2002-04            |
| Legenda impianto frenante: D = dischi / DA = dischi autoventilati / T = tamburi |        |                |                |                |                    |                    |              |                     |                          |                    |

| Opel Astra G berlina 4 porte                                                    |        |                |                |                |                    |                    |              |                     |                          |                    |
| Modello                                                                         | Motore | Cilindrata cm³ | Potenza CV/rpm | Coppia Nm/rpm  | Freni (ant./post.) | Massa a vuoto (kg) | Velocità max | Acceler. 0–100 km/h | Consumo medio (l/100 km) | Anni di produzione |
| A benzina                                                                       |        |                |                |                |                    |                    |              |                     |                          |                    |
| 1.6 16v                                                                         | X16XEL | 1598           | 101/6000       | 150/3600       | D / T              | 1.108              | 185          | 11"8                | 7.8                      | 1998-2000          |
| 1.6 16v                                                                         | Z16XE  | 1598           | 101/6000       | 150/3600       | D / T              | 1.108              | 185          | 11"6                | 7.4                      | 2000-02            |
| 1.6 16v Twinport                                                                | Z16XEP | 1598           | 103/6000       | 147/3600       | D / T              | 1.106              | 185          | 11"6                | 6.7                      | 2003-04            |
| 1.8 16v                                                                         | X18XE1 | 1796           | 115/5400       | 170/3400       | DA / D             | 1.094              | 200          | 10"1                | 8.3                      | 1998-2000          |
| 1.8 16v                                                                         | Z18XE  | 1796           | 125/6000       | 170/3800       | DA / D             | 1.094              | 205          | 10"1                | 7.8                      | 2000-04            |
| 2.0 16v                                                                         | X20XEV | 1998           | 136/5600       | 188/3400       | DA / D             | 1.318              | 208          | 9"                  | 9.1                      | 1998-2000          |
| 2.2 16v                                                                         | Z22SE  | 2198           | 147/5800       | 203/4000       | DA / D             | 1.315              | 213          | 8"8                 | 8.5                      | 2000-04            |
| A gasolio                                                                       |        |                |                |                |                    |                    |              |                     |                          |                    |
| 1.7 TD                                                                          | X17DTL | 1700           | 68/4500        | 132/1800       | DA / T             | 1.060              | 158          | 17"6                | 6.4                      | 1998-2000          |
| 1.7 16v DTI                                                                     | Y17DT  | 1686           | 75/4400        | 165/ 1800-3000 | DA / T             | 1.215              | 167          | 15"0                | 5.1                      | 1999-03            |
| 1.7 16v CDTI                                                                    | Z17DTL | 1686           | 80/4400        | 170/ 1800-2800 | DA / T             | 1.254              | 168          | 14"5                | 4.8                      | 2003-04            |
| 2.0 16v DI                                                                      | X20DTL | 1995           | 82/4300        | 185/ 1800-2500 | DA / D             | 1.265              | 165          | 15"9                | 6.9                      | 1998-02            |
| 2.0 16v DTI                                                                     | Y20DTH | 1995           | 101/4000       | 230/1950       | DA / D             | 1.255              | 183          | 12"5                | 6                        | 1999-04            |
| 2.2 16v DTI                                                                     | Y22DTR | 2172           | 125/4000       | 280/ 1500-2750 | DA / D             | 1.310              | 200          | 10"4                | 6.5                      | 2002-04            |
| Legenda impianto frenante: D = dischi / DA = dischi autoventilati / T = tamburi |        |                |                |                |                    |                    |              |                     |                          |                    |

| Opel Astra G coupé                                                |        |                |                |                |                    |                    |              |                     |                          |                    |
| Modello                                                           | Motore | Cilindrata cm³ | Potenza CV/rpm | Coppia Nm/rpm  | Freni (ant./post.) | Massa a vuoto (kg) | Velocità max | Acceler. 0–100 km/h | Consumo medio (l/100 km) | Anni di produzione |
| A benzina                                                         |        |                |                |                |                    |                    |              |                     |                          |                    |
| 1.8 16v                                                           | Z18XE  | 1796           | 125/6000       | 170/3800       | DA / D             | 1.260              | 210          | 9"5                 | 7.8                      | 2000-05            |
| 2.0 16v Turbo                                                     | Z20LET | 1998           | 190/5400       | 250/1950       | DA / D             | 1.260              | 245          | 7"5                 | 6.8                      | 2000-01            |
| 2.0 16v Turbo                                                     | Z20LET | 1998           | 192/5400       | 250/1950       | DA / D             | 1.290              | 245          | 7"5                 | 6.8                      | 2002-03            |
| 2.0 16v Turbo                                                     | Z20LET | 1998           | 200/5600       | 250/1950       | DA / D             | 1.290              | 245          | 7"5                 | 6.8                      | 2003-05            |
| 2.2 16v                                                           | Z22SE  | 2198           | 147/5800       | 203/4000       | DA / D             | 1.298              | 218          | 8"8                 | -                        | 2000-05            |
| A gasolio                                                         |        |                |                |                |                    |                    |              |                     |                          |                    |
| 2.2 16v DTI                                                       | Y22DTR | 2172           | 125/4000       | 280/ 1500-2750 | DA / D             | 1.360              | 207          | 9"9                 | 6.3                      | 2002-05            |
| Legenda impianto frenante: D = dischi / DA = dischi autoventilati |        |                |                |                |                    |                    |              |                     |                          |                    |

| Opel Astra G cabriolet                                            |        |                |                |                |                    |                    |              |                     |                          |                    |
| Modello                                                           | Motore | Cilindrata cm³ | Potenza CV/rpm | Coppia Nm/rpm  | Freni (ant./post.) | Massa a vuoto (kg) | Velocità max | Acceler. 0–100 km/h | Consumo medio (l/100 km) | Anni di produzione |
| A benzina                                                         |        |                |                |                |                    |                    |              |                     |                          |                    |
| 1.6 16v                                                           | Z16XE  | 1598           | 101/6000       | 150/3600       | DA / D             | 1.275              | 190          | 13"                 | 7.4                      | 2001-04            |
| 1.6 16v Twinport                                                  | Z16XEP | 1598           | 103/6000       | 147/3600       | DA / D             | 1.275              | 190          | 13"                 | 6.6                      | 2004-05            |
| 1.8 16v                                                           | Z18XE  | 1796           | 125/6000       | 170/3800       | DA / D             | 1.305              | 207          | 10"5                | 8                        | 2000-04            |
| 2.0 16v Turbo                                                     | Z20LET | 1998           | 192/5400       | 250/1950       | DA / D             | 1.415              | 242          | 7"5                 | 6.8                      | 2000-01            |
| 2.0 16v Turbo                                                     | Z20LET | 1998           | 200/5600       | 250/1950       | DA / D             | 1.415              | 242          | 7"5                 | 6.8                      | 2003-05            |
| 2.2 16v                                                           | Z22SE  | 2198           | 147/5800       | 203/4000       | DA / D             | 1.368              | 215          | 9"                  | 8.5                      | 2000-04            |
| A gasolio                                                         |        |                |                |                |                    |                    |              |                     |                          |                    |
| 2.2 16v DTI                                                       | Y22DTR | 2172           | 125/4000       | 280/ 1500-2750 | DA / D             | 1.445              | 205          | 10"9                | 6.4                      | 2002-05            |
| Legenda impianto frenante: D = dischi / DA = dischi autoventilati |        |                |                |                |                    |                    |              |                     |                          |                    |

## Le altre Astra G

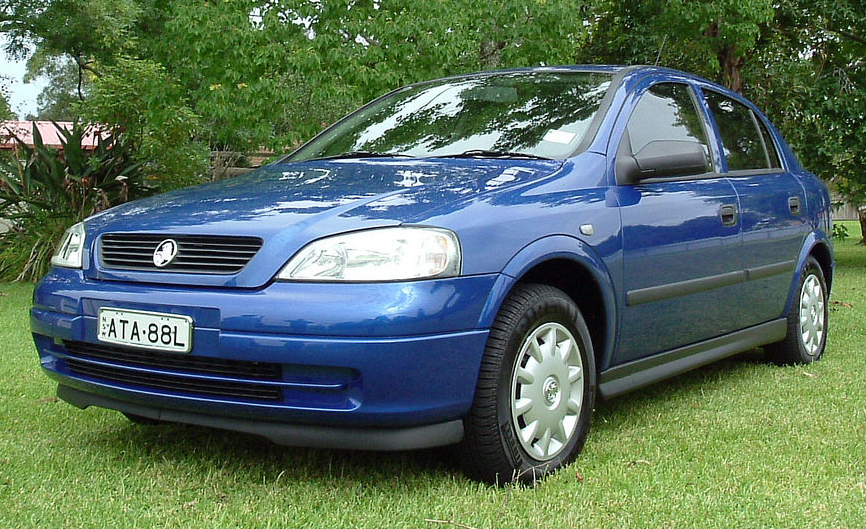
Una Holden Astra, con il differente logo sulla calandra

L'Astra G è stata prodotta anche con altri marchi e, a volte, anche altre denominazioni. Nei Paesi dell'Est europeo, l'Astra G è stata riproposta nel 2004 con il nome di Astra Classic II a fianco alla più moderna Astra H. Tra i vari motori previsti per l'Astra Classic II, vi era anche un 1.4 Twinport da 1364 cm³ della famiglia di motori Family 0, mai inserito nella gamma dell'Astra G riservata al resto d'Europa negli anni precedenti.
In alcuni Paesi del Medio Oriente e nelle Filippine, l'Astra H non è stata affatto proposta in listino, e l'Astra G ha continuato ad essere normalmente commercializzata.
Vi sono state poi le Vauxhall Astra previste per il mercato britannico, che potevano essere ordinate anche con un 1.6 monoalbero da 75 CV (poi salito ad 84 CV).
Analogamente, in Australia ed in Nuova Zelanda il marchio Opel non esiste: al suo posto vi è il marchio Holden, sempre del gruppo General Motors, che propone la Holden Astra, come di consueto.
Sempre in maniera analoga, nei Paesi del Sudamerica, l'Astra G viene commercializzata con il marchio Chevrolet.
Infine, in Russia, l'Astra venne commercializzata come Chevrolet Viva, e prodotta a Togliattigrad dalla GM-AutoVAZ.